# Регла Белл
Регла Мариця Белл Маккензі (Regla Maritza Bell MacKenzie; 6 липня 1970 року) — кубинська волейболістка. Триразова олімпійська чемпіонка, дворазова чемпіонка світу, чотиразова переможниця Кубка світу. З 2024 входить до Міжнародної зали слави волейболу

## Клуби
| Роки      | Команди             |
| --------- | ------------------- |
| 1991—1997 | «Сьюдад-Гавана»     |
| 1997—1998 | «Наполі» (Неаполь)  |
| 1998—2000 | «Деспар» (Перуджа)  |
| 2002—2004 | «Мурсія»            |
| 2005—2006 | «Мурсія-2005»       |
| 2006—2007 | «Аліканте»          |
| 2007—2009 | «Лас-Пальмас»       |
| 2009—2010 | «Сан-Каетано»       |
| 2010—2011 | «Тенеріфе»          |
| 2011—2012 | «Мурільйо»          |
| 2012—2013 | «Манокварі Валерія» |
| 2013—2014 | Філіппіни           |

## Досягнення
Олімпійські ігри
- Перше місце (3): 1992, 1996, 2000

Чемпіонат світу
- Перше місце (2): 1994, 1998

Кубок світу
- Перше місце (4): 1989, 1991, 1995, 1999

Всесвітнє гран-прі
- Перше місце (2): 1993, 2000
- Друге місце (3): 1994, 1996, 1997
- Третє місце (2): 1995, 1998

Кубок ЄКВ
- Перше місце (1): 2000

Панамериканські ігри
- Перше місце (2): 1991, 1995
- Друге місце (1): 1999